# Neocalyptrocalyx grandipetala
Neocalyptrocalyx grandipetala är en kaprisväxtart som först beskrevs av Bassett Maguire och Steyerm., och fick sitt nu gällande namn av Cornejo och Iltis. Neocalyptrocalyx grandipetala ingår i släktet Neocalyptrocalyx och familjen kaprisväxter. Inga underarter finns listade i Catalogue of Life.